# イビチャ・オシム
イビチャ・オシム（Ivica Osim、Ивица Осим、本名：イヴァン・オシム, Ivan Osim、Иван Осим、1941年5月6日 - 2022年5月1日）は、ボスニア・ヘルツェゴビナのサッカー選手、サッカー指導者。愛称はシュワーボ。なお、より原音に忠実な表記はイヴィツァ。
旧ユーゴスラビア代表の最後の監督であり、日本でもジェフユナイテッド市原・千葉、日本代表で監督を歴任するなど、世界各国で豊富な指導歴を持つサッカー指導者である。

## 経歴
労働者居住区であったグルバビツァで父ミハイリ、母カタリーナのオシム家一男一女の長子として出生。ドイツ人の血を引く。ミュンヘン出身の母方の祖母の影響で家庭内での会話はドイツ語中心で育つ。居住区では娯楽も物資も殆ど無く他の住民も似たり寄ったりの生活で必然的にサッカーが子供の遊びとなりイビチャ少年も靴下を丸めたものをボールに見立て路上でゲームをして遊び、本物のサッカーボールを叔母から贈られ大感激する。学校の体育教師がサッカー狂だったため日が暮れるまでサッカーに明け暮れ、14歳の時ジェーリョの入団テスト受け、400人中20人の枠に入り同チームでプレー、しかしチームからは給料の代わりに金券が報酬として支払われていた。18歳、高校を卒業し大学入学資格を取得。

### 学生時代
18歳でジェリェズニチャルのトップチームでプレイ。東欧の名門サラエヴォ大学理数学部数学科入学、数学や物理学、哲学などを学び、数学の学士を保有。運動、勉学共に成績優秀で、気がつくと学内で数学のインストラクター的な立場になり、家庭教師の真似事などもして、金銭は殆ど発生しなかったものの、指導先から食事を馳走になり食費を浮かせ、成績優秀者に出る奨学金で生活を凌いでいた。この頃、電気工学専攻の中等学校生だった、後に妻となるアシマに数学を分かりやすく丁寧に指導。大学では担当教授から研究職に就くことを勧められるが、手っ取り早い経済的な自立のためにギムナジウムの数学教師への職を思案するも大学3年生の頃から試合の出場給が鉄道工だった父親の3倍にもなり「数学かサッカーか」とイビチャ青年を大いに悩ますことになる。後、23歳時にユーゴスラビア代表選出が契機となり1964年東京オリンピックでの試合に向けた「本物の契約書」にサインし、これにおいて正式な「プロサッカー選手」となる。大学を中退してプロサッカー選手の道を目指すことになるが、息子を医者に就かせたかった母は息子の選択に落胆する。

### 選手時代
- 1959年 - サラエヴォのFKジェリェズニチャル・サラエヴォでプロ（実質セミプロ）としてのキャリアをスタート。ポジションはフォワード。
- 1964年 - 東京オリンピックのユーゴスラビア代表として来日。日本との順位決定戦では2ゴールを挙げた[3]。翌年、学生時代から交際していたアシマと結婚。後、2男1女を授かる。
- 1968年 - ユーゴスラビア代表として欧州選手権（第3回、イタリア大会）に出場。準決勝でイングランド代表と戦い、1-0で勝利するもその試合で重傷を負い決勝戦には出場できず、またチームもイタリア代表に引き分け再試合の末敗退。オシム自身は大会ベストイレブンに選出されている。
- 1970年 - 28歳で初めてフランスのRCストラスブールに移籍。その後フランスのクラブ、スダン、ヴァランシエンヌを経て、再びストラスブールに戻る。各クラブで10番を背負い、70年代のリーグ・アン/リーグ・ドゥには17歳でデビューしたプラティニもいた。
- 1978年 - ストラスブールを最後に現役を引退。選手生活12年間で85得点。その間イエローカードを提示されることは一度もなかった。

### 監督時代
- 1978年 - 古巣ジェリェズニチャルでコーチの仕事を始める。ユースチーム監督就任。
- 1979年 - ジェリェズニチャル トップチームの監督に昇格。
- 1982年 - 副業的にユーゴスラビア代表チームのアシスタントコーチを務めるようになる。チームはロサンゼルスオリンピックで銅メダルを獲得した。
- 1985年 - ジェリェズニチャルの監督としてUEFAカップ準決勝まで駒を進めるが敗れ、決勝進出を逃す。
- 1986年 - ユーゴスラビア代表監督に就任。
- 1987年 - 翌年に行われる欧州選手権の予選最終戦、イングランド代表に1-4で大敗、本大会出場を逃す。
- 1990年 - FIFAワールドカップイタリア大会でベスト8。このときの代表メンバーにはストイコビッチ、サビチェビッチらがいた。大会後、代表監督のままパルチザン・ベオグラードの監督も兼務することとなる。この後ユーゴスラビアの分裂が決定的となる。
- 1991年 - 翌年の欧州選手権の予選通過を決めていたが、この年の夏にスロベニアとクロアチアが連邦から離脱、両国の選手抜きで本大会に臨むことになった。
- 1992年 - 
  - 3月27日 - ボスニア・ヘルツェゴビナの連邦離脱を受けて、ユーゴスラビア軍がサラエヴォに侵攻。直前に仕事のため次男を伴いベオグラードに赴いたため戦火を免れることが出来たが、夫人と長女はサラエヴォを脱出することが出来なくなった。
  - 5月21日 - サラエヴォ侵攻とユーゴスラビア分裂に抗議する意味を込め、パルチザンとユーゴスラビア代表の監督を共に辞任。この後、国連の制裁決議を受けて欧州サッカー連盟（UEFA）、国際サッカー連盟（FIFA）はユーゴスラビア代表チームの国際大会からの締め出しを決定する。
- 1992-1993年 - ギリシャのパナシナイコスの指揮を執る。この間戦火のサラエヴォに夫人と長女を残してのギリシャ赴任であった。
- 1993年 - オーストリア・ブンデスリーガのSKシュトゥルム・グラーツ監督に就任。翌1994年、夫人・長女との再会を果たす。SKシュトゥルム・グラーツの監督としてUEFAチャンピオンズリーグに3度出場。
- 2002年 - SKシュトゥルム・グラーツ監督を辞任。
- 2003年 - ジェフユナイテッド市原監督に就任。
- 2005年 - ジェフユナイテッド市原・千葉にてJリーグヤマザキナビスコカップ優勝。
- 2006年 - 日本代表監督に就任（推定年俸は9000万円）。
- 2007年11月16日 - 千葉県内の自宅で脳梗塞で倒れ、千葉県浦安市内にある順天堂大学医学部附属浦安病院に緊急入院[4]。一時危篤状態に陥ったが奇跡的に一命を取り留め意識も回復。しかし、監督を続けられる状況ではなくなったため退任し、後任には岡田武史が就任した。これ以降オシムは監督業を行なっていない。
- 2008年1月30日 - 国立競技場で行われた日本対ボスニア・ヘルツェゴビナの試合を観戦し、入院後、約2ヶ月ぶりに公の場に現れた。
- 2008年6月4日 - 日本サッカー協会とアドバイザー契約を締結[5]。脳梗塞を発症してからおよそ7ヶ月ぶりに会見を行った。会見の席で「向こうの世界に行って戻ってきました」と述べるなど、オシム節は健在であった。
- 2008年12月 - 契約満了に伴い、協会アドバイザーを退任。
- 2009年1月4日 - オーストリアに帰国。
- 2009年12月 - 再来日し、スカパー!で中継された2010 FIFAワールドカップ 南アフリカ大会の組み合わせ抽選会の解説を務めた[6]。
- 2011年 - 民族別に3つに分かれているボスニア・ヘルツェゴビナのサッカー協会が統合を拒否したために、同年4月1日FIFA、UEFAから資格を停止され、4月にその解決のために設置された「正常化委員会」の委員長に就任[7]。5月に3人並立していた会長を一本化させたことで、同月末に資格停止が解除された。同国代表は、2014年サッカーW杯ブラジル大会本戦進出を果たした（グループリーグで敗退）。
- 2022年5月1日、自身が監督を務めたSKシュトゥルム・グラーツが彼の逝去を発表した[8]。80歳没[9][10]。

## 監督としての実績・評価

### ユーゴスラビア代表時代
ユーゴスラビア紛争終結後もわだかまりの残る旧ユーゴスラビア構成諸国家内各民族の間で、今なおどの民族からも尊敬を集め得る人物の一人であるといわれている。これは数々の困難を乗り越えてユーゴスラビア代表に栄光をもたらした功績によるものである。
彼が代表監督に就任する直前のユーゴスラビア代表は、チトーの逝去に伴う各民族のナショナリズムの勃興に並行するような形で、試合の開催場所によってチームの構成が大きく変わる有様だった。つまり、ベオグラードで試合をする際にはセルビア人中心の構成に、ザグレブで試合をする時はクロアチア人中心の構成にといった具合にである。こうした民族的な配慮を排除した上で、「必要ならば11人全員をコソボのアルバニア人で揃える」と言って憚らなかった。完成したチームはドラガン・ストイコビッチ、のちにスレチコ・カタネッツ、デヤン・サビチェビッチらがいた。
1990年ワールドカップ当時、各民族のスターばかりを集めた選手起用を求めるメディアに対する当てつけとして、初戦西ドイツ戦で敢えてその要求通りの起用で敗戦してみせ、次の試合では本来考えるチーム編成で勝利。最終的には、準々決勝でマラドーナを擁するアルゼンチン相手に1人欠きながら120分間無失点のドローの末、PK戦で敗れた。
作り上げた最後のユーゴスラビア代表は、1990年のワールドカップでは準々決勝で敗退したものの、2年後の欧州選手権では優勝候補の1つになるであろうという評価を得た。1991年にスロベニアとクロアチアが連邦を離脱した後も、欧州選手権出場に向けた努力は続けられた。チーム内にも各民族間の対立が持ち込まれ、チームの団結維持に多大な労力を必要とした連邦末期にあってもその姿勢は変わらなかったが、やがて国の解体に合わせてユーゴスラビア代表も崩壊した。

### SKシュトゥルム・グラーツ時代
パナシナイコス退団を表明すると、レアル・マドリード、バイエルン・ミュンヘン、代表監督としてクロアチア、セルビア、ボスニア・ヘルツェゴビナ等への就任要請があったが、オシムはその全てを断わり、グラーツへ赴いた。グラーツはオーストリアの第2の都市でありながらサッカーはどちらかといえば他都市に遅れを取っていた。
就任以前はオーストリア・ブンデスリーガの中位から下位に甘んじていたSKシュトゥルム・グラーツだったが、オシムはこのクラブに規律と戦術を持ち込む。積極的な補強策・若手の育成も功を奏してクラブは徐々に成績を上げていき、まもなく優勝候補の常連となった。就任2年目となる1995-96年シーズンにはリーグカップ優勝、そして4年目の1997-98年シーズンにはリーグ優勝を果たした。この時のメンバーには後にジェフ千葉に移籍することとなるマリオ・ハース、名古屋グランパスエイトでプレーしたイヴィツァ・ヴァスティッチがいた。特にクロアチア出身である後者はオシムの指導で飛躍的な成長を遂げ、オーストリア・ブンデスリーガを代表する選手となった。
SKシュトゥルム・グラーツでの名声を確たるものとしたのは、2000-01年シーズンの三度目のチャンピオンズリーグへの挑戦である。SKシュトゥルム・グラーツは1次リーグでレンジャーズ、ガラタサライ、モナコと同組に入り、これを首位で通過。2次リーグでバレンシア、マンチェスター・ユナイテッド、パナシナイコスと同組となる。この組ではバレンシアとマンチェスターユナイテッドに敗れたものの（特にホームで迎えたバレンシア戦は0-5の大敗であった）、パナシナイコスには2戦とも勝利した。決勝トーナメント進出はならなかったが、この活躍は評価に値するものであった。
しかし、念願のUEFAチャンピオンズリーグ初出場を果たすために大規模なチーム補強が行われ、数々の代表選手を獲得、そのために抱えきれないほど膨大な人件費を抱え財政難に陥る。2001-02シーズン終了後、二人三脚で名声を築いたはずのカリスマ的オーナー、ハンネス・カルトニックと対立した形となり、マスコミを通じて卑劣な批判を受けた翌日に辞任を発表した。オシムは退任の理由を「クラブオーナーからの名誉毀損」としており、実際カルトニックとは給料不払いなどの契約問題および名誉毀損問題で裁判沙汰となり、2004年12月最高裁より全面勝訴を得た。

### ジェフ千葉時代
グラーツを去った後、新しい挑戦として来日。肉体面では「走力」、精神面では「哲学」の二面的アプローチ、「賢く走る」「危険なサッカー」をキーワードとした指導で、ズデンコ・ベルデニック監督以降危機・低迷から脱していたジェフ市原を、さらに改革した。
2003年、当時21歳の阿部勇樹をキャプテンに抜擢、1stステージで初優勝王手まで勝ち進む。しかし首位攻防戦となったアウェイ静岡2連戦で13節：ジュビロ磐田戦に引き分け、14節：清水エスパルス戦ではプレッシャーによる大敗を喫したことにより、王手をかけながらも初優勝を逃した。また2ndステージでは14節：大分トリニータ戦で引き分けたことにより、実質的な優勝の可能性を失った。しかし1stステージ3位・2ndステージ2位・年間通算成績3位とクラブ最高の成績を記録。
2004年、崔龍洙、中西永輔を放出し、経験・身体的に弱い若手中心となり、戦力ダウンは避けられないと見られていた。又、この年は主力選手の怪我も重なった。しかしながら結果としてタイトルは取れなかったものの2ndステージでは2位、年間通算成績は4位と前年とほぼ同等の成績を残すことができた。資金・選手層に乏しいジェフにおいて、この好成績は、オシムの監督手腕の高さによるものと評価されている。
2005年、かつての主力選手でもあった村井慎二、茶野隆行、サンドロ、マルキーニョス、ミリノビッチなどを放出した。しかし、技術に優れ攻守に貢献するマリオ・ハースや、DFながらも攻撃の組み立てに多大な貢献をするイリアン・ストヤノフの補強によって、その穴を埋めた。また、巻誠一郎が日本代表に初選出、水野晃樹、水本裕貴が、ワールドユース出場を果たすなど若手も成長し、戦力低下は招かなかった。ヤマザキナビスコカップでは準決勝で浦和レッズを倒して決勝戦に進出。決勝ではガンバ大阪と延長、PK戦と激闘を制しチームに初のタイトルをもたらした。
2006年、以前から試験的に採用していた2バックを実際に使用していたが、これは単に選手名鑑でDF登録されている選手を2名だけ起用したにすぎない。対戦相手を鑑て、当日のサッカーを決めるということは変っていなかった。シーズン途中の7月に日本代表監督への就任が決まり、監督を辞任した。
(戦績)
- 国立・地方スタジアム開催を除くホームゲームで強さを示し、市原臨海競技場で20試合無敗を記録 (2003/4/12 (第3節) ～2005/3/26 (ナビスコカップ第2節) まで) 。
- 市原臨海競技場・フクアリで開催された60試合 (カップ戦含む) の戦績は36勝19分5敗。
- ホーム・アウェーすべての試合 (カップ戦含む) でも2連敗は3度。3連敗は1度もなかった。

「ホーム連続負けなし試合」の記録は25試合が最高 浦和(2005-2007) ガンバ大阪(2006-2007)

### 日本代表監督
通算20試合12勝5分3敗。2007年、AFCアジアカップで4位。
(世代交代)
- ドイツワールドカップ最後の競争に生き残った巻誠一郎(当時26歳)・駒野友一。競争の末選外となった阿部勇樹・佐藤寿人らを残し、国際Aマッチ0出場の鈴木啓太・中村憲剛・田中マルクス闘莉王らを抜擢。さらに大久保嘉人・田中達也・前田遼一・山瀬功治・田中隼磨ら(当時24･25歳)アテネ五輪メンバー・候補メンバーを多く選出した。
- 2003 FIFAワールドユース選手権の経験がある「川島永嗣・今野泰幸・山岸智・小林大悟」(当時23歳) 。2001 FIFA U-17世界選手権・2005年トゥーロン国際大会U-21代表の「矢野貴章・藤本淳吾」(当時22歳) 。同世代の長谷部誠らを起用した。
- 2005 FIFAワールドユース選手権の経験がある「西川周作・水本裕貴・伊野波雅彦・水野晃樹・家長昭博・本田圭佑」(当時20・21歳) 。同世代の青山直晃らを就任当初から常に3～5人招集帯同させた。

(オール日本人スタッフ)
- 田嶋幸三専務理事
- 小野剛 技術委員長
- 大熊清 - A代表コーチ
- 加藤好男 - A代表 GKコーチ
- 小倉勉 A代表コーチ / U15-17代表コーチ
- 前田弘 A代表トレーナー
- 早川直樹 A代表トレーナー
- 和田一郎 A代表 テクニカルスタッフ
- 里内猛 A代表 フィジカルコーチ
- 反町康治 - U21-23代表監督 / A代表コーチ
- 吉田靖 - U18-20代表監督
- 城福浩 - U15-17代表監督

大熊・吉田・加藤の3人は監督・コーチとしてタッグを組み、過去2大会のU20ワールドカップを経験。
「川島・ 今野」世代、「西川・本田」世代を知るスタッフで、吉田・加藤は「林彰洋・内田篤人」世代も担当した。
五輪代表コーチには反町・オシムをよく知る江尻篤彦、A代表コーチにはジェフ時代のスタッフ小倉と前田も抜擢された。
(代表戦以外での活動)
- スタッフミーティングやアンダー代表の視察を活発に行った。
- Jリーグ監督会議・クラブ担当者会議に出席し意見を交わした。
- S級コーチ養成講習会の講師を務めた (2005年・2006年・2008年) 。
- 2006年11月 - JFAアカデミー福島を訪問し講義を行った。
- 2006年12月 - 高校サッカー選手権 国見-八千代、尚志-鵬翔を観戦。
- 2007年1月 - 皇后杯決勝観戦。
- 2007年1月 - ガルフカップの現地視察。
- 2007年3月 - サッカー女子ワールドカップのプレーオフ観戦。

親交のあった帝京高校監督の古沼貞雄は年末の忘年会にて、オシムから高校サッカーのトーナメントの理不尽さを指摘されリーグ戦導入提案の活性化のきっかけになったという (オシムが観戦した高校サッカー2試合いずれもPK戦で決着がついた) 。
(国内合宿)

代表戦のない月には国内の選手のみで短期合宿を行った。これによりほぼ毎月の代表のトレーニング期間が設けられた (土・日曜のJ1の試合後、月～水曜に大学生との練習試合などが行われた。ガンバ大阪や広島など遠方の選手はクラブに早めに帰らせるなどの配慮が取られた) 。

## 監督としての特徴

### 人選
自身のテーマである「考えて走るサッカー」に合う運動量が豊富で守備能力の高い献身的なプレースタイルや、複数のポジションをこなせる多様性のあるユーティリティープレイヤーが多く、これらの選手を上手く使うパスやドリブルなどの技術が高い選手が少数いる。このような選手をオシムは「エレガントな選手」と呼んでいる。
日本代表監督就任当初の選手選考は主に運動量などは当たり前として、知性のあるサッカーをよく知っている選手を選んだと述べている。後にそれらの選手をベースにエレガントな選手、エゴイストな選手などを少しずつ選考し起用していった。

### 練習方法
様々な練習方法のアイディアを持っており、選手を飽きさせないよう常に工夫している。そのほとんどが実戦を意識した内容（選手が気付かない場合もある）で、実戦では止まっていることの方が少ないとの理由から常に動きながらプレーするものがほとんどである。また、走るサッカーのイメージからか練習で走り込みなどを多くやらせているイメージがあるようだが、実際は走り込みなどはせず練習自体が走らないと成立しない内容になっており、自然と体力も鍛えられている。
代表的な練習として多色のビブスを使いプレーに複雑な制限を課すメニューなどがあり、慣れるまではルールや目的の理解が難しいとされている。特に就任当初は、選手ばかりかコーチ陣も混乱して練習がスムーズに進まない様子がしばしば目撃され、クラブで既に「オシム流（ただし、この多色ビブスによる練習自体はオシム独自のものではなく、多くの国で行われている）」に慣れていたジェフ千葉の選手が指導役になった時期もあった。オシムの元で練習をしてきた選手たちからは、皆口を揃えて体だけではなく頭も疲れると言われている。
雑誌「Number」のインタビュー記事によるとバスケットボール関係者の知り合いも多く、バスケットやハンドボールの戦術を参考にしているとも語っている。2003年から2006年までバスケット日本代表のヘッドコーチを務めたクロアチア人のジェリコ・パブリセヴィッチとは親友である。
中村俊輔が後に語ったインタビューでは「わざと理に適っていない練習をさせて、その時のリアクションを見る」「当時の代表チームは全員が高校生のような雰囲気」だったという。

### レギュラーと控え
前日本代表監督のジーコとの一番の相違点として挙げられることは、ジーコ時代では練習から控えはビブスを着用 していたが、オシム時代では先発メンバーは試合前のロッカールームでコーチが直接選手に伝えている。また控えの選手の振る舞いにも目を配り、就任当初から正GKの川口能活をモンテネグロ戦で楢﨑正剛に変えたことへの質問に対し「楢﨑が好調なのもあるが、川口が（メンバーから外されて）どんな振る舞いをするのか見たかった」とコメントしている（なお、オシム曰く、その時の川口の振る舞いは「非常に立派だった」ので、次戦のコロンビア戦以降は川口が先発復帰している）。

## オシム語録
質問者が不用意に「走るサッカー」について質問すると、オシムは「サッカーで走るのは当たり前です」と切り返す。そうした場面が多々見られるように、試合後のオシムの記者会見や雑誌、新聞等に語られる彼の言葉は非常にウィットに富んでおり、サッカーが哲学的に語られる。ジェフ千葉時代に、それがサポーター間やサッカー界ばかりでなく、一般紙や教育の現場などでも評判を呼んだ。
試合後の会見では、質問者が単にからかわれている場面もまま見受けられ、オシムのコメントをストレートに紙面に掲載してしまうと、その真意を伝え切れないことになる。また、（練習場のある）市原まで取材に出かけた記者が半泣きで帰ってきた、という逸話が時々紙面に掲載されることがあったように、オシムは一部マスコミにとっては「インタビュアー泣かせ」の取材相手である。しかし、真摯な質問者に対するオシムの対応は、往々にして丁寧である。
スポーツジャーナリスト以外への受け答えは温厚でありながら、非常に慎重である。これはオシムが各所で語っているとおり、かつて経験したユーゴスラビア内戦の時期に「マスコミが戦争を始めさせる」という様を見せ付けられてきたことに起因するものである。
日本の四大会連続のＷ杯出場のインタビューの際には「特定の選手の報道ばかりしてはダメだ。良い選手はたくさんいる。賛辞ばかりではなく批評はしっかりすること」と日本のマスメディアの報道のあり方について苦言を呈している。
オシムの日本代表監督就任以降、その動向とともに「オシム語録」もさらに大きな注目を集めるようになった。
日本の育成年代の指導法に関し、現在施行されているトーナメント制をリーグ制に移行すべきだと語ったといわれている。理由はたった一つの負けという失敗で選手の闘う権利を奪うのは残酷以外のなにものでもないとのこと。日本が世界に闘うべきにあたって大問題の一つだと指摘する。

## 人物・エピソード

### 日本との関係
1964年、ユーゴスラビア代表の一員として東京オリンピック出場のため初来日。生まれて初めて見るカラーテレビや近代的な大都会・東京に感激した。ある日合宿地近くの都市をサイクリングしていた時、見ず知らずの老婆からいきなり梨を振る舞われた。当時の日本では外国人はまだ珍しかったが、190センチもの大男を怖がりもせずもてなす日本人のホスピタリティに触れ、親日家になった。帰国後友人のヨシップ・カタリンスキーに、「日本人は親切で誠実だ。とても歓迎されて、すぐに好きな街になった」と興奮気味に語っている。
1991年7月20日、キリンチャレンジカップに招かれたパルチザンの監督として、27年ぶりに来日。日本代表を相手に勝利を収めるが、1964年東京オリンピック当時と比べ、日本のサッカーレベルの向上に驚く。
2002年6月、FIFA技術委員会メンバーとして日韓ワールドカップのため3度目の来日。札幌ドームでのドイツ対サウジアラビア、宮城スタジアムでのメキシコ対エクアドルとスウェーデン対アルゼンチンの3試合を観戦・分析した。この時の技術委員会メンバーには、当時ジェフ千葉監督であったベングロシュもいた。
オシムの影響で日本に興味を持った欧州の選手やサッカー関係者もいる。前述のカタリンスキーは、ボスニアで知日家として知られるまでになり、一時は駐日大使就任の要請もあったと語っている。
2010 FIFAワールドカップにおいてはスカパー!のオフィシャルコメンテーターとして、オーストリアのグラーツから出演、コメントしている。ちなみにこの頃、日本のマスコミに「日本代表の評価と予想」を訊ねられたが、「君たちは、オーストリアまで来る暇があるなら、合宿を見に行けばいい」と一蹴した。

### 愛称・異名にまつわる逸話
一般的によく紹介されるイビチャの名称は短縮型で、正式名は Ivan (キリル文字で Иван)、日本語読みでは「イヴァン」である。ジェフ千葉での登録名は「イビチャ・オシム」。（なお「イビチャ」の原語により近い日本語表記は「イヴィツァ」）
選手時代には「シュトラウス」の異名をとった。テクニックとその独特のリズム、ボール捌きがまるでヨハン・シュトラウス2世が作曲したワルツを踊っているかのように華麗であったことを由来とする（ちなみにドイツ語の「ヨハン」は、オシムの名前である東スラヴ・南スラヴ諸語の「イヴァン」に当たる（詳細はヨハネスの項目参照）。190cmの長身ながら繊細なボールタッチを持つパスの名手として知られ、ボールを持ったら離さないとも言われた。
愛称の1つに「シュワーボ」(「ドイツ野郎」の意) がある。オシムによればこれは少年時代からのもので、当時の自身のブロンドの髪、更に父方の祖父母がドイツ系で、家族がドイツ語を使いこなしていたことなどが由来だという。プロになってからも彼のルーツへの敬意を表する意味で、そして親しい間柄の人からは今でも呼ばれることがある。なお、オシムがパルチザンの監督を辞任した際、選手をはじめ多くの関係者が「シュワーボ!オスタニ (残れ) !」と叫んで別れを惜しんだ。祖父はスロベニアのマリボル近郊出身で、そのルーツはドイツのシュワーベン地方。祖母はミュンヘン出身のドイツ人。

### その他
趣味は料理、相撲観戦 (琴欧洲のファン) 、カードゲーム (レミ、ラミーの一種) 。「もしサッカー選手、監督になっていなかったら数学の教授になっていたかもしれない。ただ、その場合はユーゴスラビア内戦の時期を無事に過ごせなかったかもしれない」と語っていた。
自身について「今で言うマルチカルチャーな環境で育った」という。父方の祖父母はドイツ系で、母方は祖父がポーランド人、祖母はチェコ人である。少年時代から所属したジェリェズニチャルも、ボスニアに住む諸民族が一緒くたにプレーしている環境であった。なお、オシムはユーゴスラビア分裂後の民族分類では「クロアチア人」であるが、本人はそういう区分を嫌っていた。
母語のセルビア・クロアチア語（旧ユーゴスラビア人に言わせると「ややボスニアなまりがある」という）のほか、ドイツ語、フランス語、更に英語も話せる。記者会見は母語だが、それ以外では英語などを使うこともあった。
心臓が悪い。健康のために汗をかこうと、どんなに暑くても長袖を着ていた。
監督に就任したクラブチームすべてにカップ戦のタイトルをもたらした。
日本での親友はユーゴスラビア代表監督時代から親交がある祖母井秀隆（ジェフ千葉在籍時のGM、現VONDS市原代表取締役兼GM）で、視察などの際に送迎してもらうほどであった。祖母井によると、記者会見前にファンデーションみたいな物で肌を整えているところを見た、という。
PK戦については「監督の力も及ばない、運命を偶然に委ねるものである」として批判的な立場をとっていた。ユーゴスラビア監督時代、1990年ワールドカップのアルゼンチン戦がPK戦に突入した際、それを見届けることなくロッカーに引き下がってしまったが、結果は最初のキッカーだったストイコビッチがゴールバーに当ててしまうなど5人中3人が外し敗戦。ジェフ千葉時代、2005年のナビスコカップ決勝でも同様に、PK戦の際はロッカーに引き下がった。このときは勝利に終わったものの、試合後のインタビューで「PK戦にいい思い出がない」と語っている。2007年アジアカップ決勝トーナメント準々決勝でのPK戦突入時も、オシムはキッカーを決めた後やはりロッカールームに戻ってしまった。そのロッカールームにテレビカメラが入り、心配そうな表情を浮かべたたずむ様子を映し出した。
日本に来てから魚好きになり、自宅付近には行きつけの魚屋もあった。魚にはこだわりがあり、必ずスーパーではなく魚屋で買ってくる。日本酒も嗜んでいた。祖母井秀隆によると、サッカーを離れて一番楽しんでいたのは料理。ジェフ千葉時代、練習が終わるとチームのジャージを着たまま浦安に食材を買い出しに行っていた。腕前はなかなかのもので、トマトソースを使ったイタリアンなどが得意だった。
お金にはこだわりがない。買い物には紙幣しか使わず、日本に来たばかりの頃は「お釣りは取っておいてくれ」と言っていた。日本にはチップの習慣がなく、この行為が失礼になることもあると知ってからは、小銭を貯金箱に集め始め、貯まると母国ボスニアの子供達に寄付していた。また、自分の契約書に目を通したことがなく、祖母井秀隆がオシムの家を訪れると、契約書が自宅のテレビの上に封を切らずに置きっ放しだった。困った祖母井がオシムの息子のアマルに頼んで開封してもらい、二人で「今期はナビスコ杯を取ったからこれぐらいにしないと失礼になるかな」などと話し合い、苦労して金額を決めて契約書に書き込み手渡すと、当の本人は金額を見ずにサインをしていた。加えて、(後年においては) 複数年契約を好まず、1年 (1シーズン) ごとに帰国してしまうため、特にジェフ千葉では毎年のように「今季限りでは…」とチーム関係者の肝を冷やした。
母国でチャリティー活動も行っている。大の電車嫌いと報道されたこともあるが、実父が鉄道員で自身も鉄道会社のプロチームに所属していたことから考えても電車嫌いとは考えられない。脳卒中から快復し意識が戻った後、アイスクリームを差し入れされ「冷たくないかい？」と気遣われた返事に「冷たくなければアイスクリームではない」と言い、相変わらずのオシム節を披露した。
2009年1月、オーストリアへの帰国の際、成田国際空港には代表監督就任前に指揮を執ったジェフ千葉のサポーターらが約300人や、ジェフ時代の教え子である阿部勇樹なども駆けつけた。オシムは「私は人生の中で数えるほどしか泣いたことがないが、その一回になるかも」とコメント。出国間際まで日本のサッカーについて、メディアや関係者に熱弁を振った。
2009年4月18日・19日放送された『江川×堀尾のSUPERうるぐす』にて、オシムのオーストリアにある自宅にて日本代表に関するインタビューを受けた（自宅には日本に関する小物が置かれていたスペースも映し出された）。その自宅にあるテレビにはサッカー専門チャンネルが150もあり、各国のリーグの試合を隈なく観ているという。その際「一番好きな日本人選手は?」との問いに、ジェフ時代の教え子である水野晃樹の名をあげて「彼は日本人選手が持っていないものを持っていた。全ての場面でトライしてリスクも冒せていた」と語った。一方でわざわざオーストリアまで足を運んだ取材スタッフに、ジョークを交えた辛口で歓迎した。
2022年11月20日に、元ジェフ千葉の選手のチーム「OSIM JEF LEGEND」と、元日本代表のチーム「OSIM JAPAN LEGEND」によるイビチャ・オシムの追悼試合が開催され、オシムチルドレンの選手達が一堂に会した。

### 受賞・表彰
- 1968年ユーロ選手権ベストイレブン選出
- 1999年発表のストラスブール20世紀ベストイレブンに選出 参考
- サッカー専門誌フランス・フットボール2011年発表の歴代リーグ・アン外国籍選手TOP50にランクイン 参考

(25位にランクイン。1位は元ボスニア代表監督スシッチ、7位に元日本代表監督ハリルホジッチ。)
- オーストリア最大の日刊紙「クローネンツァイトゥング」によるファン投票で4度の最優秀監督を受賞 参考
- オーストリアのサッカー選手投票の最優秀監督に1度 参考

(自国出身監督以外では現レヴァークーゼン監督ロガー・シュミット、現シュツットガルト監督フーブ・ステフェンスらが受賞している)
- 2009年1月シュトルムグラーツ100周年祝賀パーティーにて"世紀のトレーナー"として表彰された
- 2003年Jリーグ監督特別賞に選ばれる
- 2005年Jリーグ功労特別賞に選ばれる
- 2005年JリーグオールスターJ-EASTのサポーター投票1位
- 2016年11月 旭日小綬章受章[23]

## 代表歴

### 試合数
- 国際Aマッチ 16試合 8得点（1964年-1969年）[24]

| ユーゴスラビア代表 | 国際Aマッチ | 国際Aマッチ |
| 年                 | 出場        | 得点        |
| ------------------ | ----------- | ----------- |
| 1964               | 6           | 4           |
| 1965               | 1           | 0           |
| 1966               | 0           | 0           |
| 1967               | 3           | 3           |
| 1968               | 5           | 1           |
| 1969               | 1           | 0           |
| 通算               | 16          | 8           |

## 監督成績
| クラブ                   | 就任   | 退任   | 記録 | 記録 | 記録 | 記録 | 記録   |
| クラブ                   | 就任   | 退任   | 試合 | 勝   | 分   | 敗   | 勝率 % |
| ------------------------ | ------ | ------ | ---- | ---- | ---- | ---- | ------ |
| ジェリェズニチャル       | 1978年 | 1986年 | 301  | 118  | 81   | 102  | 039.20 |
| ユーゴスラビア代表       | 1986年 | 1992年 | 51   | 27   | 10   | 14   | 052.94 |
| パルチザン・ベオグラード | 1991年 | 1992年 | 42   | 29   | 5    | 8    | 069.05 |
| パナシナイコス           | 1992年 | 1994年 | 69   | 45   | 11   | 13   | 065.22 |
| シュトゥルム・グラーツ   | 1994年 | 2002年 | 376  | 203  | 80   | 93   | 053.99 |
| ジェフ千葉               | 2003年 | 2006年 | 106  | 49   | 35   | 22   | 046.23 |
| 日本代表                 | 2006年 | 2007年 | 20   | 12   | 5    | 3    | 060.00 |
| 合計                     | 合計   | 合計   | 997  | 501  | 230  | 266  | 050.25 |

## CM出演
- セガ
  - 「プロサッカークラブをつくろう!6」（2009年） - 皆藤愛子との共演
- スカパーJSAT
  - 「スカパー!」（2010年） - 2010 FIFAワールドカップを全試合生中継することを告知するCM。キャッチコピーは「私と見ないか?」
- 日本脳卒中協会・ACジャパン
  - 『オシムの言葉』（2010年、脳卒中予防）[25]

## 関連情報

### 著書

#### 単著
- 『日本人よ!』（2007年、新潮社、ISBN 978-4105055714）
- 『考えよ! ――なぜ日本人はリスクを冒さないのか?』（2010年、角川書店、ISBN 978-4047102385）
- 『恐れるな！ なぜ日本はベスト１６で終わったのか？』（2010年、角川書店、ISBN 978-4047102583）
- 『オシム＠愛と勇気』（2010年、文藝春秋、ISBN 978-4163734002）
- 『信じよ!』（2014年、角川書店、ISBN 978-4041014202）

#### 共著
- 『オシムのトレーニング』（千田善との共著、2012年、池田書店、ISBN 978-4262163703）
- 『ぼくたちは戦場で育った サラエボ1992-1995』（ヤスミンコ・ハリロビッチ編、角田光代訳、2015年、集英社インターナショナル、ISBN 978-4797672695） - オシムは「困難な時代にどう生き残るか」を寄稿。

### 関連書籍
- 『オシムの言葉―フィールドの向こうに人生が見える』（木村元彦著、2005年、集英社インターナショナル、ISBN 978-4797671087）
- 『オシム 知将の教え―「伝わる言葉」で強い組織をつくる』（児玉光雄著、2006年、東邦出版、ISBN 978-4809405563）
- 『オシムの思考・ジーコの志向』（ジェキチ美穂／北村響介著、2006年、九天社、ISBN 978-4861671418）
- 『イビチャ・オシムの真実』（ゲラルト・エンツィガー／トム・ホーファー著、2006年、エンターブレイン、ISBN 978-4757731042）
- 『オシムが語る』（シュテファン・シェンナッハ／エルンスト・ドラクスル著、2006年、集英社インターナショナル、ISBN 978-4797671544）
- 『図解オシムの練習―ベールに包まれた内容と意図』（下田哲朗著、2007年、東邦出版、ISBN 978-4809406195）
- 『イビチャ・オシムのサッカー世界を読み解く』（西部謙司著、2007年、双葉社、ISBN 978-4575299601）
- 『オシムジャパンよ! 日本サッカーへの提言』（フィリップ・トルシエ著、2007年、アスキー、ISBN 978-4756148889）
- 『オシムがまだ語っていないこと』（原島由美子著、2007年、朝日新聞社、ISBN 978-4022731494）
- 『オシムの伝言』（千田善著、2009年、みすず書房、ISBN 978-4622075042）
- 『オシム 勝つ日本』（田村修一著、2010年、文藝春秋、ISBN 978-4163723600）
- 『オシムの戦術』（千田善著、2010年、中央公論新社、ISBN 978-4120041105）
- 『オシムからの旅』（木村元彦著、2011年、イースト・プレス、ISBN 978-4781690322）
- 『オシム 終わりなき闘い』（木村元彦著、2015年、NHK出版、ISBN 978-4140816608）
- 『オシム: ゲームという名の人生』（マルコ・トマシュ著、2015年、筑摩書房、ISBN 978-4480837189）